# David E. Shaw
David Elliot Shaw (29 de marzo de 1951) es un científico multimillonario estadounidense y ex administrador de fondos de cobertura. Fundó D. E. Shaw & Co., una compañía de fondos de cobertura que una vez fue descrita por la revista Fortune como "la fuerza más intrigante y misteriosa de Wall Street". Shaw, ex profesor asistente en el departamento de informática de la Universidad de Columbia, hizo su fortuna explotando las ineficiencias en los mercados financieros con la ayuda de las redes informáticas de alta velocidad de última generación. En 1996, Fortune refirió a él como "King Quant" debido al papel pionero de su empresa en el comercio cuantitativo de alta velocidad. En 2001, Shaw se dedicó a la investigación científica a tiempo completo en bioquímica computacional, más específicamente simulaciones de dinámica molecular de proteínas.

## Primeros años y educación
Shaw se crio en Los Ángeles, California. Su padre era un físico teórico especializado en plasma y flujos de fluidos, y su madre es artista y educadora. Se divorciaron cuando él tenía 12 años Su padrastro, Irving Pfeffer, fue profesor de finanzas en la Universidad de California en Los Ángeles y autor de artículos que respaldan la hipótesis del mercado eficiente.
Shaw obtuvo una licenciatura summa cum laude de la Universidad de California en San Diego, un doctorado de la Universidad de Stanford en 1980 y luego se convirtió en profesor asistente del departamento de ciencias de la computación en la Universidad de Columbia. Mientras estuvo en Columbia, Shaw realizó una investigación en computación paralela masiva con la supercomputadora NON-VON. Esta supercomputadora estaba compuesta por elementos de procesamiento en una estructura de árbol destinada a ser utilizada para búsquedas rápidas en bases de datos relacionales. Al principio de su carrera, fundó Stanford Systems Corporation.

## Carrera inversionista
En 1986, se incorporó a Morgan Stanley, como vicepresidente de tecnología en el grupo de comercio patentado automatizado de Nunzio Tartaglia. En 1994, Shaw fue nombrado por el presidente Clinton para integrar el Consejo de Asesores en Ciencia y Tecnología del presidente, donde fue presidente del Panel sobre Tecnología Educativa. En 2000, fue elegido miembro de la junta directiva de la Asociación Estadounidense para el Avance de la Ciencia y fue su tesorero en 2000-2010. En 2007, Shaw fue elegido miembro de la Academia Estadounidense de Artes y Ciencias. En 2009, fue nombrado nuevamente por el presidente Obama para el Consejo de Asesores de Ciencia y Tecnología del Presidente. En 2012, fue elegido miembro de la Academia Nacional de Ingeniería y en 2014 fue elegido miembro de la Academia Nacional de Ciencias .

### DE Shaw
En 1988 fundó su propio fondo de cobertura, DE Shaw & Co, que empleaba algoritmos patentados para el comercio de valores. En 2018, Forbes estimó su patrimonio neto en 6.200 millones de dólares. También es investigador senior en el Centro de Biología Computacional y Bioinformática de la Universidad de Columbia, y profesor adjunto de informática biomédica en la facultad de medicina de Columbia. Shaw es científico jefe de DE Shaw Research, que realiza investigaciones interdisciplinarias en el campo de la bioquímica computacional.
Según la clasificación anual de la revista Institutional Investor's Alpha DE Shaw, que ganó $ 530 millones en 2014, y James H. Simons de Renaissance Technologies que ganó $ 1.2 mil millones, se encontraban entre los 25 principales ganadores del fondo de cobertura. industria. Ambos son "estrategas cuantitativos que fundaron empresas que crean algoritmos para el comercio".

## Donaciones políticas y filantrópicas
Shaw ha donado 2,25 millones de dólares a Priorities USA Action, un súper PAC que apoya a la candidata presidencial demócrata Hillary Clinton y 1 millón de dólares a Organizing for Action.
A través del Fondo de Dotación de la Familia Shaw, para 2014 él y su esposa han donado $ 400.000 a la Sinagoga Libre Stephen Wise, $ 400,000 al Centro de Cáncer Memorial Sloan Kettering y $ 800.000 a la Escuela Horace Mann. De 2011 a 2017, el Fondo donó anualmente $ 1 millón a la Universidad de Yale, la Universidad de Stanford, la Universidad de Harvard , la Universidad de Princeton y $ 500.000 a la Universidad de Columbia y la Universidad de Brown. Las donaciones universitarias representan más del 60% de la filantropía del Fondo. Shaw estaba en la junta de la Asociación Estadounidense para el Avance de la Ciencia.

## Vida personal
Shaw está casado con la comentarista de finanzas personales y periodista Beth Kobliner. Son miembros de la Stephen Wise Free Synagogue en Nueva York. Tienen tres hijos y viven en la ciudad de Nueva York.
En 2014, Shaw compró varias casas en el condado de Westchester, Nueva York y las combinó en una mansión que recibió la atención de la prensa.